# Villa Cañada del Sauce
Villa Cañada del Sauce é uma comuna da província de Córdoba, na Argentina.